# Мори, Ален
Але́н Мори́ (фр. Alain Maury; род. в 1958 году, близ Нанси, Франция) — французский астроном. С 2003 года Мори вместе со своей женой Александрой работает в собственной обсерватории недалеко от посёлка Сан-Педро-де-Атакама, Чили. Там они проводят платные экскурсии для любителей посмотреть на ночное небо, в целях финансирования своих исследований и развития интереса к астрономии. 
Открыл 9 астероидов и 2 кометы. В честь него названы кометы 115P/Мори и C/1988 C1 и астероид (3780) Мори. 
| Открытые астероиды: 9                                   | Открытые астероиды: 9 |
| ------------------------------------------------------- | --------------------- |
| (3838) Эпона                                            | 27 ноября 1986        |
| (4404) Enirac                                           | 2 апреля 1987         |
| (4482) Frèrebasile                                      | 1 сентября 1986       |
| (4558) Джейнсик[1]                                      | 12 июля 1988          |
| (5370) Таранис                                          | 23 сентября 1986      |
| (11284) Belenus                                         | 21 января 1990        |
| (21001) Трогрлик                                        | 1 апреля 1987         |
| (120452) 1988 NA                                        | 6 июля 1988           |
| (152188) Morricone [2]                                  | 27 августа 2005       |
| 1. совместно с Джин Мюллер 2. совместно с Franco Mallia |                       |